# Fundación de los Ferrocarriles Españoles
La Fundación de los Ferrocarriles Españoles és una entitat pública fundada el 1985 i dependent del Ministeri de Foment. S'encarrega de l'estudi i divulgació de la història del tren a Espanya i gestiona museus dedicats a aquest mitjà de transport com el Museo del Ferrocarril de Madrid Delícias i el Museu del Ferrocarril de Catalunya a Vilanova i la Geltrú. Entre les seves funcions també hi ha la gestió i promoció de la xarxa de vies verdes.
La fundació consta d'un Patronat i empreses protectores. Té la seu central a Madrid al Palacio de Fernán Nuñez, carrer Santa Isabel 44.
El Patronat està format per Renfe Operadora, Adif, Euskal Trenbide Sarea, Metro de Madrid, Junta de Andalucía, Dirección General de Movilidad i Asociación de Acción Ferroviaria CETREN. Les empreses protectores són OHL Concesiones S.A., Isolux Corsán i Compañía General de Construcciones ECISA.